# احسان ساکو
احسان ساکو (انگلیسی: Ihsan Sacko؛ زادهٔ ۱۹ ژوئیهٔ ۱۹۹۷) بازیکن فوتبال اهل فرانسه است.
از باشگاه‌هایی که در آن بازی کرده‌است می‌توان به باشگاه فوتبال استراسبورگ اشاره کرد.